# Emanuel Fohn
Emanuel Fohn, född 26 mars 1881 i Klagenfurt, död 14 december 1966 i Bolzano, var en österrikisk målare, restauratör och konstsamlare.

## Biografi
Emanuel Fohn avbröt sina juridikstudier för att bli målare och tog privatlektioner för lanskapsmålaren Hugo Darnaut i Wien. Han kom därefter in vid Akademie der Bildenden Künste i München där han undervisades av Angelo Jank och Hugo von Habermann. Efter ett längre uppehåll i Dachau fortsatte Fohn sina studier för Lovis Corinth i Berlin. Han arbetade sedan som lärare vid konsthögskolan i Hamburg, innan han flyttade till Spanien 1923–1925 och därpå återvände till München. Från 1932 och framåt reste han mycket, bland annat till Venedig, Paris och sydfrankrike. Under det nationalsocialistiska tidevarvet uppehöll sig Fohn i Rom åren 1933–1943. Därefter bodde han i Kastelruth i Sydtyrolen.
Tillsammans med sin fru Sophie skapade han en konstsamling som omfattade verk från 1700- och 1800-talen. Sedan Propagandaministeriet i Nazityskland hade beslagtagit mängder av verk på tyska museer, därför att de definierades som entartete Kunst, förvärvade paret Fohn många av dessa oönskade verk till ett överkomligt pris genom att byta till sig dem direkt ur ministeriets värdedepåer mot äldre verk ur sin samling.
Delar av Sophie och Emanuel Fohns samling skänktes 1964 till Bayerische Staatsgemäldesammlungen och återfinns på Pinakothek der Moderne i München.
Som konstnär skapade Emanuel Fohn framför allt ljusa landskap och vedutamåleri i en impressionistisk tradition. Bilder av honom finns på stadsmuseet i Bolzano, och kvarlåtenskapen på Tiroler Landesmuseum i Innsbruck.